# Les Parfums
Pour plus de détails, voir Fiche technique et Distribution.
Les Parfums est une comédie française réalisée par Grégory Magne, sortie en 2019.

## Synopsis
Chauffeur de maître, Guillaume Favre (Grégory Montel) rencontre Anne Walberg (Emmanuelle Devos) au cours d'une mission. Ancien nez de parfumerie, elle lui fait découvrir un monde d'odeurs qu'il ne soupçonnait pas.

## Fiche technique
- Titre original : Les Parfums
- Scénario et réalisation : Grégory Magne
- Photographie : Thomas Rames
- Décors : Jérémie Duchier
- Costumes : Alice Cambournac
- Montage : Béatrice Herminie et Gwenaëlle Mallauran
- Musique : Gaëtan Roussel
- Son : Francis Berrier
- Production : Frédéric Jouve
- Production associée : Marie Lecocq
- Sociétés de production : Les Films Velvet, co-production France 3 cinéma
- Société de distribution : Pyramide Films
- Pays de production :  France
- Langue originale : français
- Format : couleur
- Genre : comédie
- Durée : 100 minutes
- Dates de sortie :
  - France : 7 octobre 2019 (ouverture du Festival international du film de Saint-Jean-de-Luz)[2] ; 1er juillet 2020 (sortie nationale)

## Distribution
- Emmanuelle Devos : Anne Walberg
- Grégory Montel : Guillaume Favre, chauffeur de maître, divorcé
- Zélie Rixhon : Léa Favre, la fille de Guillaume
- Gustave Kervern : Arsène, employeur de Guillaume
- Pauline Moulène : Jeanne, l'agent d'Anne
- Sergi López : le professeur Patrick Ballester
- Sacha Bourdo : Ranio, le jardinier de l'aérodrome
- Olivier Broche : Bourigault
- Jeanne Arènes : la magistrate

## Accueil

### Critique
En France, le film obtient une note moyenne de 3,3⁄5 sur le site Allociné, qui recense 23 titres de presse. Les spectateurs lui attribuent la note moyenne de 3,7⁄5.
Pour Corine Renou-Nativel du journal La Croix, « Un film pudique et lumineux. ».
Pour Olivier de Buryn de l'hebdomadaire Marianne, « Avec son sens de l’absurde et sa belle inspiration scénaristique, Grégory Magne signe un film cocasse et sensible qui, dans ses meilleurs moments, rappelle l’univers de Pierre Salvadori, le plus stimulant auteur de comédies du cinéma français. »".
Pour Éric Neuhoff du quotidien Le Figaro, « Un long-métrage doux et léché. ».
Pour Christophe Caron du quotidien régional La Voix du Nord, « le duo formé par Emmanuelle Devos et Grégory Montel (l’agent lunaire de Dix pour cent) dégage un arôme singulier, subtil, séduisant, à défaut d’être absolument renversant. ».
Nicolas Schaller note dans Le Nouvel Observateur, « Reconnaissons une originalité à cette comédie inodore qu’on oublie instantanément : son titre ! ».
Christophe Narbonne, dans Première, retrouve dans Les Parfums le principe des contraires qui doivent s’accepter qui était déjà traité dans le précédent film de Grégory Magne, L'Air de rien ; ce point de vue est partagé par Jacky Bornet sur France Info.

### Box-office
Le film s'offre le premier jour de sa sortie en France 23 500 entrées. Il s'agit du meilleur résultat des films sortis en salles le 1er juillet 2020.